# Jardí de Conreu
El Jardí de Conreu (en xinès: 艺圃; en pinyin: Yì Pǔ) és un destacat jardí xinès a Suzhou, província de Jiangsu, República Popular de la Xina que, al costat d'altres jardins clàssics de Suzhou, va ser proclamat Patrimoni de la Humanitat per la UNESCO. Es troba en el n.º 5 de Wenya Nong (文衙弄5号).
És un dels exemples millor conservats de jardins de la dinastia Ming. «A causa de la seva especial història, aquest jardí va ser virtualment desconegut abans de ser inclòs com un lloc patrimoni cultural de la humanitat.»

## Història
El "Jardí de Conreu" va ser construït el 1541 per Yuan Zugeng (袁祖庚, 1519-1590), cridant-se en aquells dies la Sala de les delícies. El 1620 va ser adquirit per Wen Zhenheng (1574-1638), net de Wen Zhengming, el dissenyador del Jardí de l'Administrador humil, «un cèlebre mestre pintor en la història de la Xina, i que va exercir el càrrec de primer ministre a la fi de la dinastia Ming». Wen Zhenheng va ser un destacat dissenyador de jardins i crític per dret propi. Va reconstruir el jardí per demostrar les seves teories estètiques i ho va rebatejar com el Jardí d'herbes per les nombroses herbes que va incorporar al disseny. El 1659, va ser de nou reconstruït per Jiang Cai, «un respectat erudit i ministre d'afers exteriors en l'època final de la dinastia Ming, qui va protestar contra la corrupció exiliant-se» i ho va nomenar com a Vila de muntanya de Jingting. Jiang Cai va afegir un petit bosc de figueres. El seu fill Jiang Shijie va heretar el jardí i és qui li va donar el nom pel qual se li coneix avui, Jardí de Conreu després d'afegir-li la capella de Guanyin. El 1839 va ser transferit a l'oficina de Qixiang de la companyia del sant i la seda. El 2000 va ser inscrit en la llista del patrimoni de la Humanitat per la UNESCO.
El jardí va ser molt elogiat durant la dinastia Qing perquè «els tres amos... van ser erudits coneguts per la seva integritat». Wang Wan va escriure que «els recintes tancats mantenen el clam del món fora; la reclusió converteix l'interior de la casa a alguna cosa semblant a una vila en el camp; les branques dels arbres vells oscil·len, pesades i plenes de fruit, sobre la casa; la superfície de l'estany està decorada amb verdes llenties d'aigua i lotus vermells.»

## Disseny
Aquest jardin, que té una superfície de 3.967m², està dividit en una secció oriental, de residència, i una altra occidental, dedicada a jardí. En conjunt el jardí té 13 pavellons 17 tabletes i 8 esteles.
La secció occidental està formada per diversos pavellons al voltant del principal estany de lotus, una rocalla i l'addició d'un jardí menor anomenat "El jardí de les herbes dolces". El jardí s'estructura entorn d'un eix nord-sud que unifica els tres elements principals de rocalla, estany i sala, tot junt. Aquest estil compositiu s'utilitza també en la "Vila de la muntanya abraçada per la bellesa". El disseny general és l'expressió més simple d'un jardí clàssic. Hi ha una composició dominant, el Saló de la Longevitat, i la vista relacionada amb ell. L'estany del lotus, amb 700 m², és de forma quadrada i té dues cues d'aigua que donen la il·lusió d'una grandària infinita. Aquestes cues estan tancades per un "Pont per veure als peixos" i el "Pont de la bellesa que transporta". El primer és un pont amb arcs adjacent al "Pavelló de l'aleví". El segon és un pont de pedra natural a l'entrada del "Jardí de les herbes dolces". Aquest últim jardí és una versió a escala del jardí principal i està format per la "Casa de l'herba dolça" i el "Estany de la gavina banyant-se" així com una rocalla més petita. Aquesta zona és el jardí d'herbes afegit per Wen Zhenheng. Pretén aconseguir que «els residents se sentin lliures de preocupacions, que els inquilins no desitgin anar-se, i puguin els visitants despullar-se del seu cansament». El jardí és molt típic del disseny estètic de la dinastia Ming a causa de la seva clara composició sobre el plànol i l'elegància i simplicitat dels seus elements.